# أولاد بوجمعة (فضالات)
أولاد بوجمعة هي إحدى مشيخات المملكة المغربية، تتبع جغرافيا لإقليم بنسليمان وإداريًا لفضالات. يقدر عدد سكانها بـ 4473 نسمة حسب الإحصاء الرسمي للسكان والسكنى لسنة 2004.